# Batman Forever
Batman Forever (titulada como Batman Eternamente en Hispanoamérica y por su título original en España ) es una película estadounidense de superhéroes de 1995, producida por Tim Burton y dirigida por Joel Schumacher. Basada en el personaje de DC Comics Batman, la película es la tercera entrega de la franquicia de Batman, con Val Kilmer sustituyendo a Michael Keaton como Bruce Wayne (Batman). El elenco cuenta con el regreso de Michael Gough como Alfred Pennyworth y Pat Hingle como el Comisionado Gordon. La historia se centra en Batman tratando de derrotar a Dos Caras (Tommy Lee Jones) y El Acertijo (Jim Carrey), quienes tratan de drenar los cerebros del pueblo de Gotham, la adopción de un joven acróbata de circo llamado Dick Grayson (Chris O'Donnell); quien se convierte en su compañero (Robin) y al mismo tiempo en la historia de amor que surge entre el protagonista y la psiquiatra Chase Meridian (Nicole Kidman). En relación con las anteriores entregas de Batman, el tono de esta película fue más familiar, debido a que Batman Returns (1992) se consideró «demasiado oscura» para el público, lo que causó la disminución de ventas, principalmente debido a problemas con Mc Donalds y Pepsi quienes no veían nada conveniente poner imágenes tan oscuras en sus envases pero principalmente por desavenencias con Warner Bros. El presupuesto de la película estuvo alrededor de los cien millones de dólares, el rodaje se realizó en lugares como la Isla de Alcatraz, San Francisco, California y el Puente de Manhattan en Nueva York. La película fue estrenada el 16 de junio de 1995. 
Pese a Burton no estaba seguro de dirigir una secuela para Batman Returns, tras una breve reunión con los ejecutivos de Warner, el estudio lo sustituyó por Schumacher, quien tenía planeada una precuela basada en el cómic Batman: año uno pero la Warner le exigió una secuela, no obstante, en Batman Forever se le agregaron varias referencias a dicho cómic e igualmente a los primeros cómics donde debutaban Robin y Riddler y también tomando elementos del cómic The Dark Knight Returns. El papel de Burton en la producción quedó reducido solo a aprobar al director y a los guionistas sin aportar ninguna idea. Schumacher realizó una película con una propuesta mucho más pop que las anteriores, tomando elementos prestados de la serie televisiva de los años 60 y de los cómics ilustrados por Dick Sprang.
Batman Forever tuvo críticas mixtas. Se elogió la dirección artística, la actuación de Carrey y los efectos especiales, aunque se criticó mucho la trama y ciertas secuencias de la película. Le siguió Batman & Robin en 1997, regresando Schumacher como director, Chris O'Donnell como Robin y George Clooney sustituyendo a Kilmer como Batman.

## Argumento
En Gotham City, el vigilante local Batman desactiva una situación de rehenes orquestada por un criminal conocido como Two-Face, quien en realidad es el exfiscal de distrito Harvey Dent. Un informe publicado posteriormente en la televisión, rememora que Harvey fue desfigurado con ácido durante un juicio, por el mafioso Sal Moroni. A pesar del intento de Batman por evitar este ataque, el encapotado no pudo evitarlo y el daño provocado por el ácido provoca que Harvey desarrolle una doble personalidad, por la cual comienza a responsabilizar a Batman por el ataque, buscando constantemente venganza.
Por otra parte, Edward Nygma, un excéntrico investigador de Wayne Enterprises, se acerca a su empleador, Bruce Wayne (la identidad civil de Batman), con un invento que puede transmitir señales de televisión directamente al cerebro de una persona. Bruce rechaza el dispositivo, preocupado de que la tecnología pueda manipular las mentes. Después de matar a su supervisor y presentarlo como un suicidio, Nygma renuncia y planea vengarse de Bruce, enviándole acertijos. La psicóloga criminal Dra. Chase Meridian diagnostica a Nygma como psicótico.
Bruce asiste a un evento de Haly's Circus con Chase. Two-Face secuestra el evento y amenaza con detonar una bomba a menos que Batman se rinda. Una familia de acróbatas que trabajaba en el circo (los Flying Grayson) se involucra en los hechos, buscando retirar la bomba del circo, siendo Dick Grayson (el hijo menor de la familia) el encargado de botar la bomba hacia el río. Sin embargo, cuando el resto de la familia buscaba asegurar la salida del artefacto, Two-Face dispara hacia los arneses que sostenían en el aire a los Grayson, haciéndolos caer al vacío. Two-Face escapa por una escotilla armada en el suelo del circo, dejando a Bruce frente a la familia muerta y observando desde el suelo a Dick, quién observa desde el techo terriblemente conmovido por su pérdida.
Tras los trágicos sucesos del Circo Haly, el comisionado Gordon lleva a Dick a la Mansión Wayne, por pedido de Bruce. Pese a un primer intento de querer regresar a Haly Circus, Dick finalmente se convence y queda a vivir en casa de Bruce.
Sin embargo, a pesar de haber hecho buenas migas con Alfred, Dick comienza a tornarse molestamente curioso, lo que termina provocando que finalmente y de manera accidental, Dick descubra que Bruce es Batman. Cegado por su deseo de venganza hacia Two-Face, Dick intenta pedirle a Bruce ser su compañero de combate, algo a lo que Bruce se opone tajantemente. 
Tras este entredicho, se observa que la batiseñal ha sido activada, acudiendo Batman hacia ella. Allí, descubre que quien activó la Batiseñal fue la doctora Meridian, en un intento por atraer a Batman para seducirlo. Pese a la resistencia inicial de Batman (quién regaña por utilizar como juego la Batiseñal), Chase le termina facilitando información crucial con respecto a Two-Face, indicándole que su talón de Aquiles es su moneda de la suerte.
Por su parte, Edward Nygma atestigua por televisión la masacre del Circo Haly y se inspira en Two-Face para iniciar una venganza contra Bruce Wayne, buscando un alter ego para lograr su cometido. Finalmente y tras varias deliberaciones, escoge la identidad de Riddler y posteriormente, realiza una visita a Two-Face, proponiéndole una alianza para cometer una serie de robos con el fin de financiar la nueva empresa de Nygma y producir en masa su dispositivo de manipulación cerebral.
El plan de Nygma sale a la perfección, logrando no sólo financiar su proyecto, sino también lanzando su propia empresa, "Nygma Enterprises". Para su presentación, Edward organiza una gran gala a la que Bruce Wayne es especialmente invitado. Para su sorpresa, Wayne no solamente se entera de que el valor de las acciones de Nygma superan las suyas, sino que se encuentra con un Edward que constantemente intenta ridiculizarlo, no solamente vistiéndose igual, sino también literalmente caracterizando a Bruce Wayne. Pese a la reticencia de Wayne de aceptar la calidad del nuevo producto, Edward desafía a Bruce a probar su aparato, aunque tendiéndole una trampa para poder ingresar a su cerebro y robar información. Sin embargo, Two-Face irrumpe en la fiesta destruyendo la máquina principal y buscando robarle a los presentes. Involuntariamente, logró salvar a Bruce quien acto seguido, se escapa para volver a la fiesta convertido en Batman. Tras una breve trifulca con los secuaces de Harvey (que incluyó un encuentro amoroso con Chase Meridian), Batman persigue a Two-Face, cayendo en una trampa creada por este último en un túnel subterráneo. Pese a quedar sepultado bajo escombros, Dick Grayson hace su aparición vistiendo su traje de circo y un antifaz (de características similares al traje original utilizado por Burt Ward en la antigua serie de 1960), rescatando a Batman del entierro.
Tras escapar de la gala de Nygma (y regañar a Dick por haber intervenido), Bruce confronta a Chase tal y como lo habían acordado, bajo su personalidad de Batman. Sin embargo, Chase le confiesa estar enamorándose de Bruce, lo que le permite a Batman allanar el camino para confesarle su verdadera identidad. Sin embargo, a pesar de haber escapado del aparato manipulador de Riddler, este último lleva a Two-Face a su guarida para mostrarle que pese a su intervención en la gala, la poca información obtenida terminaría siendo de vital importancia: ambos descubren que Batman, es Bruce Wayne.
Durante la noche de Halloween, Bruce y Chase mantienen una conversación, por la cual ella descubre la identidad del millonario como Batman. Sin embargo, en ese momento Riddler y Two-Face invaden la mansión. Mientras Riddler se encarga de dinamitar la Baticueva, los secuaces de Harvey pelean con Bruce, tratando de secuestrar a Chase. Mientras tanto, Harvey juega con su moneda, logrando finalmente obtener en el tercer caracruz, la cara dañada en la que se ampara para criminalizar. De un disparo derriba a Bruce y escapa junto a Riddler secuestrando a Chase.
Bruce recupera la conciencia y junto a Alfred descifran la identidad de Riddler. El mayordomo informa a Batman de la destrucción total de la Baticueva, con excepción de un prototipo de último modelo, guardado secretamente. Al mismo tiempo, se revela que a pesar de la destrucción del Batimóvil, dos medios alternativos habían sobrevivido: una aeronave y una lancha de propulsión. Cuando Batman revela ambos vehículos, aparece Dick Grayson, quien había huido disgustado con la idea de Bruce de revelar su identidad y retirarse. Dick ahora luce un traje similar en diseño al de Batman, dándose a conocer como Robin. Los dos nuevos socios se reparten las naves y salen a buscar a sus enemigos, iniciando la cacería.
En la guarida de Riddler, Robin casi mata a Two-Face, quien lo sostiene a punta de pistola, pero lo perdona. The Riddler revela que Chase y Robin están atados y amordazados en tubos sobre una caída mortal, lo que le da a Batman la oportunidad de salvar solo a uno. Batman distrae al Acertijo con un acertijo, antes de destruir el receptor de ondas cerebrales del Acertijo con un Batarang, drenando la mente del Acertijo y permitiendo que Batman rescate a ambos. Two-Face los acorrala y determina su destino lanzando una moneda, pero Batman lanza un puñado de monedas idénticas al aire, lo que hace que Two-Face tropiece confundido y caiga a su muerte.
Encerrado en Arkham Asylum, Nygma ahora exclama que él es Batman, agitando los brazos de su camisa de fuerza, lo que lleva a Chase a comentar que está realmente loco. Bruce retoma su cruzada como Batman, con Robin como compañero.

## Elenco y personajes
- Val Kilmer como Bruce Wayne / Batman 
 Tras soñar y entender el diario de su padre, Bruce se cuestiona en continuar su venganza. Bruce duda de su doble identidad como luchador contra el crimen, relacionándose románticamente con la Dra. Chase Meridian. Michael Keaton, quien interpretó a Batman en la primera y segunda  película, originalmente interpretaría de nuevo al personaje, pero rechazó la oferta luego de que saber que Joel Schumacher dirigiría la película y le introduciría cambios que no fueron de su agrado.[1] Keaton declaró luego, "Sabía que estaba en problemas cuando [Schumacher] dijo, ¿Por qué todo tiene que ser tan oscuro?'"[2] Ramsey Ellis interpreta a Bruce Wayne de niño.[3]
- Chris O'Donnell como Dick Grayson / Robin Antes un acróbata de circo con su familia, Dick es adoptado por Bruce luego de que Dos Caras asesinase a sus padres y hermano mayor en un acto del circo. Bruce ve en Dick el reflejo de su propia tragedia, y decide tomarlo como su pupilo. Luego Dick descubre la Batcueva y deduce la identidad secreta de Bruce. A su paso, se convierte en el compañero de lucha contra el crimen, Robin.
- Nicole Kidman como la Dra. Chase Meridian psicóloga e interés amoroso de Bruce Wayne. Chase está fascinada con la dualidad de Batman. Posteriormente se convierte en damisela en peligro en el clímax de la película.
- Tommy Lee Jones como Harvey Dent/Dos Caras 
 Anteriormente fiscal de distrito de Gotham City, la mitad de su rostro fue desfigurada con ácido en pleno juicio contra una cabeza de la mafia. Perdiendo el juicio y la cordura, se convierte en el criminal Harvey Dos Caras obsesionado con matar Batman al inculparlo en parte de su desfiguración. Usa su moneda de la suerte para decidir si asesina (lado quemado también por el ácido) o no (lado limpio). Billy Dee Williams, quien interpretó a Dent en la primera película, iba a interpretar de nuevo al personaje,[4] pero Joel Schumacher dio el papel a Jones, quien trabajó con él en El cliente.
- Jim Carrey como Edward Nygma / The Riddler (en España Enigma y en Hispanoamérica El Acertijo) exempleado de Wayne Enterprises, Edward renuncia después de que su invento fuese rechazado por Bruce Wayne, con quien estaba obsesionado. Se convierte en el villano Riddler, dejando adivinanzas y rompecabezas en sus crímenes. Robin Williams fue considerado antes para el personaje,[5] pero lo rechazó,[6] aún ofendido por haber sido utilizado por Warner Bros. para que Jack Nicholson fuese escogido para la primera entrega. El cantante Micky Dolenz fue también considerado para el personaje,[7] pero también rechazó la oferta.
- Michael Gough como Alfred Pennyworth Fiel mayordomo de la familia Wayne y confidente de Bruce. Alfred se hace amigo también del joven Dick Grayson.
- Pat Hingle como James Gordon Comisionado de policía de Gotham City.
- Drew Barrymore como Sugar, asistente buena de Dos Caras, luego de Riddler.
- Debi Mazar como Spice asistente mala de Dos Caras.
- Elizabeth Sanders como Gossip Gerty, periodista de chismes de Gotham City.
- René Auberjonois como el Dr. Burton, psiquiatra principal del Manicomio Arkham. Su apellido es una referencia a Tim Burton, director de las dos anteriores entregas. Su rol era más extendido desde el inicio de la película descubriendo que Dos Caras había escapado y dejando colgado en su lugar a un guardia, pero esa escena quedó eliminada.
- Joe Grifasi como Hawkins, Guardia de seguridad del banco que es rehén de Dos Caras al inicio de la película.
- Ed Begley Jr. como Fred Stickley, el temperamental supervisor de Edward Nygma en Wayne Enterprises. Después Stickley descubre lo que hace en realidad el invento de Nygma, este lo mata aparentando luego un suicidio. Begley no es acreditado de su personaje.
- Don "The Dragon" Wilson como líder de la pandilla de neón.
- Kimberly Scott como Margaret, secretaria de Bruce Wayne.
- Ofer Samra como matón de Dos Caras
- En Vogue como Prostitutas.
- Larry A. Lee as John Grayson: como Padre de Dick Grayson y líder de Flying Graysons
- Glory Fioramonti as Mary Grayson: como Madre de Dick Grayson
- Michael Paul Chan - Asistente #1
- Jon Favreau -Asistente #2

Adicionalmente, Presidente pro tempore del Senado de los Estados Unidos y fanático confeso de Batman Patrick Leahy en un cameo no acreditado. Este fue el primero de 5 cameos que Leahy realizaría en 5 películas, siendo senador de los Estados Unidos y fan de DC Comics.

### Doblaje
| Actor                  | Personaje                                                 | Actor de voz España  | Actor de voz México    |
| ---------------------- | --------------------------------------------------------- | -------------------- | ---------------------- |
| Val Kilmer             | Batman / Bruce Wayne                                      | Pedro Molina         | Octavio Rojas          |
| Chris O'Donnell        | Dick Grayson / Robin                                      | Daniel García        | René García            |
| Tommy Lee Jones        | Harvey Dent / Dos Caras                                   | Ernesto Aura         | José Luis Orozco       |
| Jim Carrey             | Edward Nygma / Riddler                                    | Luis Posada          | Mario Castañeda        |
| Nicole Kidman          | Dra. Chase Meridian                                       | Rosa María Hernández | Dulce Guerrero         |
| Michael Gough          | Alfred Pennyworth                                         | Manuel Lázaro        | Federico Romano        |
| Pat Hingle             | Comisario James Gordon                                    | Pepe Mediavilla      | Ricardo Lezama         |
| Drew Barrymore         | Sugar                                                     | Nuria Mediavilla     | Rebeca Patiño          |
| Debi Mazar             | Spice                                                     | Nuria Mediavilla     | María Fernanda Morales |
| Ed Begley Jr.          | Fred Stickley (no acreditado)                             | Miguel Ángel Jenner  | Gonzalo Curiel         |
| Elizabeth Sanders-Kane | Gossip Gerthy                                             | Pilar Gefaell        | Olga Hnidey            |
| René Auberjonois       | Dr. Burton (homenaje al productor Tim Burton)             | Xavier Fernández     | Fabián Mejía           |
| Joe Grifasi            | Hawkins, Guardia de seguridad en el inicio de la película | Rafael Calvo         | César Izaguirre        |
| Ofer Samra             | Matón de Dos Caras                                        |                      |                        |
| Don Wilson             | Líder de la pandilla de Neón                              |                      |                        |
| Patrick Leahy          | Cameo sin acreditar                                       |                      |                        |

En una escena la Dra. Chase Meridian le dice a Batman: "¿Qué necesito para llamar tu atención? ¿Un traje de cuero ajustado y un látigo?" (en referencia a Catwoman, la villana de Batman Returns, antecesora de esta película). Otra en la que Dick piensa que los padres de Bruce no fueron asesinados por un maníaco a lo que Bruce responde que si alude a Joker en la primera entrega.
Las amantes de Dos Caras "Spice" (Picante) y "Sugar" (Dulce) iban a llamarse originalmente "Lace" (Encaje) y "Leather" (Cuero), pero les cambiaron los nombres para hacerles una versión más adecuada para menores de 13 años.
Según Bob Kane, creador de Batman, Val Kilmer es uno de los actores que mejor ha interpretado a su creación.
En la escena donde Edward Nygma se apodera de la mente de Fred Stickley, en un momento le dice "¡You're the next contestant on Brain Drain!". "Brain Drain" es un álbum de la banda de Punk rock The Ramones.

## Producción

### Desarrollo
Pese al éxito de Batman Returns, la película había sido considerada muy oscura y Warner Bros. consideró obtener más ganancias dándole un mejor tratamiento y quería a alguien que renovase la franquicia. La película se separa estéticamente de sus predecesoras. Tim Burton quien había dirigido las dos anteriores entregas fue relegado como productor y Joel Schumacher fue escogido como director por el mismo Burton. Sam Raimi y John McTiernan fueron considerados para dirigir la película aunque Raimi curiosamente años después dirigiría una película para la empresa contraria Spider-man de Marvel y Sony Pictures. Después de escoger y aprobar al nuevo director, Burton se reunió con Lee y Janet Scott-Batchler quienes concordaron con Burton que «el elemento clave de Batman es su dualidad»; «No solamente es Batman sino también Bruce Wayne». Burton junto a Schumacher contrataron a los esposos guionistas Lee and Janet Scott-Batchler para escribir el guion después de que Warner Bros. perdiera una guerra de ofertas por su guion especulativo titulado Smoke and Mirrors para Disney's Hollywood Pictures. Al final, el proyecto fracasó, pero Warner Bros. ofreció a los Batchler varias de sus propiedades cinematográficas para que escribieran un guion. Al estar familiarizados con los cómics desde su infancia, los Batchler eligieron trabajar en la próxima película de Batman.
El guion original presentó a un psicótico Riddler, cuyo nombre era Lyle Heckendorf, acompañado de una rata como su mascota. Keaton aprobó inicialmente la elección de Schumacher como director y planeaba retomar su papel de Batman de las dos primeras películas. La mayoría de elementos del guion original quedaron incluidos en la versión teatral aunque curiosamente Schumacher planeaba una precuela basada en el cómic Batman: año uno y Keaton afirmó que le entusiasmaba la idea. Warner le exigió una secuela pero Schumacher agregó varias referencias al cómic al pasado de Bruce Wayne, tomando también elementos del cómic Batman: The Dark Knight Returns. Finalmente se contrató a Akiva Goldsman- con quien Schumacher había trabajado antes en El cliente- para readaptar el guion final eliminando la idea inicial de incorporar al El Espantapájaros como villano junto a Riddler, y el regreso de Catwoman. Burton, que ahora estaba más interesado en dirigir Ed Wood, reflexionó más tarde que le sorprendieron algunas de las reuniones del grupo de discusión para Batman Forever, un título que odiaba. El productor Peter MacGregor-Scott representaba el objetivo del estudio de hacer una película para la Generación MTV con todo el atractivo del merchandising. Goldsman no tuvo la aprobación de Burton.

### Elenco
Se planeó que Rene Russo interpretase a la Dra. Chase Meridian pero Michael Keaton decidió no repetir su rol de Batman debido a su posterior inconformidad con los cambios realizados por el nuevo director y tras leer el guion que consideró malo. Keaton argumentó buscar roles más interesantes pese a que se le ofreció quince millones de dólares. Tras la renuncia de Keaton se barajaron varios actores; Alec y William Baldwin, Dean Cain, Tom Hanks, Kurt Russell, Daniel Day-Lewis, Ralph Fiennes, Johnny Depp y Mel Gibson. Cain fue descartado debido a que se lo consideró demasiado ligado a su rol de Superman en la serie de TV Lois & Clark: las nuevas aventuras de Superman. Ethan Hawke fue considerado pero rechazó el papel, decisión de la que se arrepentiría después. Finalmente Val Kilmer fue escogido, quien estaba no solo interesado en el papel sino que había pasado una temporada en África en una cueva de murciélagos y de niño había visitado los estudios donde se grababa la serie de los años 60. Schumacher mostró interés en Kilmer tras ver su actuación en la película Tombstone y Kilmer logró obtener el rol ignorando quien era el director y sin leer el guion.
Los productores consideraron que Russo era muy mayor para Kilmer por lo que se consideraron a las actrices Sandra Bullock, Robin Wright, Jeanne Tripplehorn y Linda Hamilton para el papel de la Dra. Chase Meridian siendo Wright la más opcionada pero Nicole Kidman fue escogida. Billy Dee Williams planeaba su regreso en el rol de Dos Caras después de interpretarlo en la precuela Batman pero Schumacher le pagó para dejar el rol en favor de Tommy Lee Jones. Aunque para el papel de Dos Caras se consideró a Clint Eastwood y Martin Sheen, Schumacher tuvo como primera opción a Jones tras haber trabajado con él previamente en el El Cliente pero Jones se mostró renuente a aceptar el rol siendo convencido luego por su hijo. Jones tomo varias características del Joker de Jack Nicholson para este papel. Robin Williams era altamente considerado por Burton para el personaje de Riddler y el actor negoció su participación pero tuvo que rechazar el papel por problemas contractuales con Jumanji y además de estar resentido con Warner por ser utilizado como carnada para que Nicholson fuera escogido como villano en la primera entrega. Schumacher en entrevista en 2003 dijo tener considerados a John Malkovich, Brad Dourif (considerado por Burton para que interpretase a El Espantapájaros) Kelsey Grammer, Micky Dolenz y Steve Martin, pero siendo Michael Jackson el más opcionado pero rechazó el papel. Mark Hamill iba a obtener el papel pero tuvo que rechazarlo por problemas de contrato (curiosamente prestando su voz para el personaje de Joker en Batman: la serie animada) y personales abandonó la preproducción siendo escogido Jim Carrey quien se basó en la interpretación dada por Frank Gorshin y en su personaje anterior de la Máscara
Robin tenía una aparición especial en el guion original de Sam Hamm de Batman Returns pero el personaje se eliminó debido a exceso de personajes. Burton tenía planeado que Marlon Wayans interpretase a Robin pero Schumacher decidió que un actor blanco lo reemplazase. Se consideraron a Matt Damon, Leonardo DiCaprio y Scott Speedman. DiCaprio rechazó el papel tras una reunión con Schumacher y Chris O'Donnell fue elegido siendo Mitchell Gaylord su doble de riesgo e interpretando a Mitch Grayson, hermano mayor de Dick creado exclusivamente para la película.
Schumacher planeaba un cameo de Bono llamado McPhisto pero se decidió entre el cantante y el director descartar tal opción ya que no era estéticamente bueno para la película.

### Rodaje
Las grabaciones iniciaron en septiembre de 1994. El recién incorporado director contrató a Barbara Ling aduciendo mejor diseño de producción que Bo Welch a lo que Ling afirmó hacerla más avanzada. Schumacher quiso hacer una Gotham City que tuviera poco que ver con la versión de Tim Burton que fuese más inspirada en los cómics de los años 40 e inicios de los 50 combinando también la arquitectura de Nueva York en los años 30 y la arquitectura de Tokio. La llenó de colores y letreros de neón y estatuas aduciendo «una ciudad con más personalidad». Sin quitar tanto la oscuridad de sus predecesoras, a diferencia de su secuela Batman y Robin.
Schumacher tuvo problemas durante el rodaje con Kilmer a quien consideró «infantil e imposible», reportando que había peleado con miembros del equipo de producción y negándose a hablar con el director durante dos semanas luego que se le pidiera dejar su ruda actitud. Kilmer también tuvo que probarse setenta y cinco trajes de Batman, pues aparentemente a  setenta y cuatro de ellos «les faltaba algo». No se sentía cómodo y siempre se podían hacer más cambios y ajustes, de modo que después de tantos intentos, el actor y la producción encontraron el traje ideal para la película, curiosamente dicho traje lo usaría Christian Bale al audicionar para Christopher Nolan. Schumacher, pese a su amistad con Tommy Lee Jones, este le presentó problemas luego de que el actor maltratase a su compañero Jim Carrey: «Jim Carrey es un caballero y Tommy Lee lo amenazó. Estoy cansado de sobrepagar actores sobreprivilegiados. Rezo no tener que trabajar con ellos otra vez». Carrey sabía que Jones no era amigable con él por lo que fuera de cámara lo confronta a lo que Jones no dudó en expresarle su odio a él y a su estilo del humor «¡Te odio y no soporto tus payasadas!».

### Diseño y efectos especiales
Rick Baker fue el diseñador de maquillaje. John Dykstra, Andrew Adamson y Jim Rygiel fueron supervisores en efectos especiales con Pacific Data Images quien proveyó de efectos visuales. Igualmente PDI contribuyó con efectos para escenas de riesgo imposibles. Para diseño de vesturario el productor Peter MacGregor-Scott designó a más de 146 trabajadores pidiendo que el traje de Batman fuese rediseñado «estilo MTV» según él. La mezcla de sonido estuvo a cargo de Bruce Stambler y John Levesque quienes viajaron a cuevas para grabar sonidos de murciélagos. Un nuevo Batmóvil fue diseñado especialmente para la película con dos coches siendo construidos; uno para escenas de riesgo y otro para tomas en primer plano aunque ambos usando un motor V8. El diseñador surrealista H.R. Giger presentó una propuesta de Batmóvil pero descartada al ser considerada muy siniestra.

### Música
Elliot Goldenthal fue escogido por el mismo Schumacher ante de escribir el guion, pese a que varios compositores fueron contratados durante el rodaje. En conversación con el director, Schumacher exigió a Goldenthal escribir una nueva composición evitando influencia de su antecesor Danny Elfman, no obstante la pieza de Elfman usada en la anterior entrega de 1989 fue usada durante los tráileres cinematográficos.
La Banda sonora fue comercialmente exitosa, vendiendo casi la misma copias como la banda sonora de la primera entrega cantados por Prince. Cinco de las canciones fueron usadas en la película. Los temas más exitosos fueron «Hold Me, Thrill Me, Kiss Me, Kill Me» de U2 y «Kiss from a Rose» de Seal, ambas nominadas a los MTV Movie Awards. El vídeo de «Kiss from a Rose» (dirigido también por Schumacher) fue número 1 en listas americanas. La banda sonora incluyó otros temas de The Flaming Lips, Brandy (incluido en la película), Method Man, Nick Cave, Michael Hutchence (de INXS), PJ Harvey, y Massive Attack, en un intento (en palabras del productor Peter MacGregor-Scott) de hacer más «pop» la película.

## Escenas eliminadas
Batman Forever es una de las películas más editadas en la historia. Originalmente más oscura que su versión teatral y según comentarios del propio director Joel Schumacher duraba dos horas y cuarenta minutos. Se ha hablado de una versión extendida lanzada en su aniversario de estreno en 2005 pero jamás llegó a concretarse lanzando solo la saga en formato DVD sin lanzarse versiones extendidas de ninguna. En la versión original existe el trasfondo en que Bruce ha reprimido sus memorias como un aspecto consecuente al asesinato de sus padres al no confrontarla y encontrando el diario de su padre marcado en el día y la hora del asesinato en el momento en que Bruce insistía en ir al cine, dando mayor comprensión a porqué Bruce se sintió culpable por la muerte de sus padres. En el montaje final se pueden destacar varias escenas que fueron eliminadas para que la película no tuviera el mismo tono que sus predecesoras.
- Dos Caras escapando del asilo Arkham, escena que hubiera sido muy importante para la comprensión de la película. La escena mostraba al Dr. Burton observando que Dos Caras había escapado dejando en su lugar a su psicólogo y dejando el mensaje «El murciélago debe morir» («The Bat must die») escrito con sangre pero por exigencias de Warner considerando la escena muy oscura para la audiencia familiar.

- Cuando Dos Caras habla a la gente reunida en el Segundo Banco de Gotham se recortó la escena colocando varias frases en el tráiler cinematográfico. Entre ellas «Si el murciélago quiere jugar, jugaremos» («If the Bat wants to play, we'll play!»), dicha aparentemen cuando Batman escapa de la bóveda salvando además al guardia Hawkins.

- Otra secuencia extendida mostraba a Batman luchando con Dos Caras quien toma control del helicóptero y no duda en tildar a Batman de «asesino», una clara referencia a haber matado a Joker y Pingüino y sus respectivos secuaces en las anteriores entregas. Un aparte de la escena fue colocada como escena eliminada en el material adicional del DVD.

- Poco después que Nygma dejase su segundo acertijo en puertas de la Mansión Wayne, Bruce observa en un show local a Chase hablando sobre Batman.

- Después de arreglar una de las motos de la colección de Bruce, Dick, quien entrena artes marciales, se rehúsa a ser su amigo y conocerlo, ya que su único propósito era vengar a sus padres, asesinados por Dos Caras quien poco antes se ha aliado con Riddler.

- Dos Caras golpea al guardia del Casino después de que El Acertijo lo golpea y no le hace nada, esta escena es mostrada en el tráiler cinematográfico.

- Batman intenta detener a Riddler y Dos Caras y termina en un salón de belleza siguiendo una señal del Batmóvil. La escena completa mostraba al Acertijo saboteando antes del Batmóvil lo que explicaría no solo que Batman terminara en el salón de belleza sino porqué no detuvo a los villanos de sus crímenes. Parte de la escena es incluida dentro del material especial del DVD.

- Después de que Bruce resolviese el tercer acertijo, la escena en que Nygma promociona su invento junto con la construcción del edificio de NygmaTech es más extendida.

- Las novias de Dos Caras, Sugar y Spice promocionan el invento de Riddler en las principales tiendas y luego en un sofá (donde estaría encadenada después Chase) junto a Dos Caras y Riddler. La escena es mostrada solo en la adaptación en cómic.

- Bruce y Alfred examinan una de las Cajas NygmaTech, de la cual existen fotos pero solo una es mostrada durante el comentario de Val Kilmer y Joel Schumacher.

- Una escena destacada cuando después de discutir con Dick por salvarle la vida en el subterráneo de Gotham, Bruce observa en la Batcomputadora el noticiario donde la ciudadanía lo ataca por haber destruido el subterráneo en construcción durante su batalla contra Dos Caras y entra en un dilema en el cual no está seguro si quiere seguir siendo Batman y al tiempo habla con Alfred sobre sus recuerdos reprimidos y su amor hacia Chase y el deseo de tener una vida normal al lado de ella. La escena completa tenía imágenes de Batman Returns (según el guion original) sobre todo la pelea entre Batman y Catwoman en los tejados. Esta escena explicaría la renuncia de Bruce a ser Batman lo que le notifica a Dick en el mismo momento en que Bruce apaga los sistemas de la Batcueva. Parte de la escena es incluida en el material especial de DVD.

- Otra escena extendida muestra a Chase y Bruce que pelean contra los secuaces de Dos Caras luego de que invaden la mansión.

- Riddler anestesia a Chase previamente a la llegada de Batman y Robin lo que explicaría cómo la encierra en un tubo.

- Otra secuencia que resulta clave para la comprensión de la trama que se había planteado originalmente tiene lugar después de que Riddler y Dos Caras destruyen la Batcueva. Bruce queda parcialmente amnésico no solo al reprimir sus recuerdos sino también del balazo dado por Dos Caras que le roza su frente provocando su caída en las escaleras, por lo que no recuerda su vida como Batman. Alfred lleva a Bruce a «la cueva debajo de la Batcueva» y bajando en la plataforma del Batmóvil entra en una pequeña sección- al lado de una cámara de pruebas donde está su traje de sonar- de la misma en la cual encuentra el diario de su padre del cual se habla durante la película y en la cual había caído en su niñez. Comprende que su trauma se basa en que se culpaba equivocadamente a sí mismo de la muerte de sus padres, y así por fin puede ser Batman «no porque tenga que serlo, sino porque elige serlo». Posteriormente el murciélago gigante que Bruce vio en su niñez vuela de nuevo hacia él y Bruce abre los brazos dando a entender que ambos son uno solo. El murciélago que va hacia él (diseñado por Rick Baker) es muy similar a uno de los villanos ocasionales del cómic conocido como Man-Bat aunque el guionista Akiva Goldsman lo ha negado rotundamente. Parte importante de la escena es incluida en el material especial del DVD y brevemente mencionada en la adaptación a cómic.

- Otra escena extendida es la pelea entre Robin y Dos Caras.

- La película terminaba como sus precuelas con Alfred en la limunsina, con Chase preguntándole a Alfred si es que acaso algún día Bruce dejará de ser Batman, a lo que Alfred responde que no mientras la vista sube por los edificios de Gotham hacia el cielo donde se ilumina la Batseñal mientras que Batman la mira con orgullo y Robin se le une estando desde una gárgola vigilando, dándole un final como sus predecesoras. La escena fue recortada a la conversación de Chase y Alfred para la edición especial en DVD. No obstante se grabó una escena similar donde Batman acompañado de Robin vigilan desde un edificio y se arrojan para comenzar su lucha contra el crimén. Esta escena fue usada para el comercial del videojuego adjunto a su edición en VHS el 3 de diciembre de 1995, no debe confundirse con la escena original.

Varias secuencias de las escenas fueron incluidas en los vídeos musicales de «Hold me, Thrill me, Kiss me and Kill me» y «Kiss from a Rose».

## Estreno
Batman Forever se estrenó en 2842 cines en Estados Unidos el 16 de junio de 1995 logrando recaudar USD 52,8 millones en su primera semana de estreno. Superando a Parque Jurásico siendo la película más taquillera en la fecha hasta ser superada por su secuela The Lost World: Jurassic Park- que recaudó USD 72,1 millones- La película recaudó en sus posteriores USD 184 en Norteamérica y USD 152,5 millones en otros países, sumando en total USD 336,53 millones, superando a su predecesora Batman Returns. y la segunda más taquillera (después de Toy Story) de 1995, en Estados Unidos.

#### Fechas de estreno mundial
| País                                                                          | Fecha de estreno                |
| ----------------------------------------------------------------------------- | ------------------------------- |
| Alemania                                                                      | Jueves 3 de agosto de 1995      |
| Argentina                                                                     | Jueves 20 de julio de 1995      |
| Australia                                                                     | Jueves 29 de junio de 1995      |
| Austria                                                                       | Viernes 4 de agosto de 1995     |
| Bélgica                                                                       | Miércoles 28 de junio de 1995   |
| Belice · Costa Rica · El Salvador · Guatemala · Honduras · Nicaragua · Panamá | Viernes 14 de julio de 1995     |
| Bolivia                                                                       | Martes 18 de julio de 1995      |
| Brasil                                                                        | Viernes 7 de julio de 1995      |
| Bulgaria                                                                      | Viernes 13 de octubre de 1995   |
| Chile                                                                         | Jueves 6 de julio de 1995       |
| Colombia                                                                      | Jueves 6 de julio de 1995       |
| Corea del Sur                                                                 | Sábado 15 de julio de 1995      |
| Croacia                                                                       | Jueves 21 de septiembre de 1995 |
| Dinamarca                                                                     | Viernes 4 de agosto de 1995     |
| Ecuador                                                                       | Miércoles 26 de julio de 1995   |
| Egipto                                                                        | Lunes 16 de octubre de 1995     |
| Eslovenia                                                                     | Jueves 24 de agosto de 1995     |
| España                                                                        | Viernes 23 de junio de 1995     |
| Estados Unidos · Canadá                                                       | Viernes 16 de junio de 1995     |
| Filipinas                                                                     | Miércoles 26 de julio de 1995   |
| Finlandia                                                                     | Viernes 21 de julio de 1995     |
| Francia                                                                       | Miércoles 19 de julio de 1995   |

| País                         | Fecha de estreno                 |
| ---------------------------- | -------------------------------- |
| Grecia                       | Viernes 27 de octubre de 1995    |
| Hong Kong                    | Jueves 29 de junio de 1995       |
| Hungría                      | Jueves 31 de agosto de 1995      |
| India                        | Viernes 18 de agosto de 1995     |
| Indonesia                    | Martes 15 de agosto de 1995      |
| Islandia                     | Viernes 21 de julio de 1995      |
| Israel                       | Viernes 4 de agosto de 1995      |
| Italia                       | Viernes 6 de octubre de 1995     |
| Japón                        | Sábado 17 de junio de 1995       |
| Malasia                      | Jueves 17 de agosto de 1995      |
| México                       | Viernes 14 de julio de 1995      |
| Noruega                      | Viernes 14 de julio de 1995      |
| Nueva Zelanda                | Viernes 30 de junio de 1995      |
| Países Bajos                 | Jueves 24 de agosto de 1995      |
| Perú                         | Jueves 27 de julio de 1995       |
| Polonia                      | Viernes 22 de septiembre de 1995 |
| Portugal                     | Viernes 4 de agosto de 1995      |
| Puerto Rico                  | Jueves 29 de junio de 1995       |
| Reino Unido Irlanda          | Viernes 14 de julio de 1995      |
| República Checa · Eslovaquia | Jueves 28 de septiembre de 1995  |
| Rumania                      | Viernes 29 de septiembre de 1995 |
| Singapur                     | Miércoles 9 de agosto de 1995    |
| Sudáfrica                    | Viernes 30 de junio de 1995      |
| Suecia                       | Viernes 14 de julio de 1995      |
| Suiza                        | Viernes 28 de julio de 1995      |
| Tailandia                    | Viernes 30 de junio de 1995      |
| Taiwán                       | Sábado 1 de julio de 1995        |
| Turquía                      | Viernes 1 de septiembre de 1995  |
| Uruguay                      | Viernes 7 de julio de 1995       |
| Venezuela                    | Miércoles 19 de julio de 1995    |

| País                                                                          | Fecha de estreno                |
| ----------------------------------------------------------------------------- | ------------------------------- |
| Alemania                                                                      | Jueves 3 de agosto de 1995      |
| Argentina                                                                     | Jueves 20 de julio de 1995      |
| Australia                                                                     | Jueves 29 de junio de 1995      |
| Austria                                                                       | Viernes 4 de agosto de 1995     |
| Bélgica                                                                       | Miércoles 28 de junio de 1995   |
| Belice · Costa Rica · El Salvador · Guatemala · Honduras · Nicaragua · Panamá | Viernes 14 de julio de 1995     |
| Bolivia                                                                       | Martes 18 de julio de 1995      |
| Brasil                                                                        | Viernes 7 de julio de 1995      |
| Bulgaria                                                                      | Viernes 13 de octubre de 1995   |
| Chile                                                                         | Jueves 6 de julio de 1995       |
| Colombia                                                                      | Jueves 6 de julio de 1995       |
| Corea del Sur                                                                 | Sábado 15 de julio de 1995      |
| Croacia                                                                       | Jueves 21 de septiembre de 1995 |
| Dinamarca                                                                     | Viernes 4 de agosto de 1995     |
| Ecuador                                                                       | Miércoles 26 de julio de 1995   |
| Egipto                                                                        | Lunes 16 de octubre de 1995     |
| Eslovenia                                                                     | Jueves 24 de agosto de 1995     |
| España                                                                        | Viernes 23 de junio de 1995     |
| Estados Unidos · Canadá                                                       | Viernes 16 de junio de 1995     |
| Filipinas                                                                     | Miércoles 26 de julio de 1995   |
| Finlandia                                                                     | Viernes 21 de julio de 1995     |
| Francia                                                                       | Miércoles 19 de julio de 1995   |

| País                         | Fecha de estreno                 |
| ---------------------------- | -------------------------------- |
| Grecia                       | Viernes 27 de octubre de 1995    |
| Hong Kong                    | Jueves 29 de junio de 1995       |
| Hungría                      | Jueves 31 de agosto de 1995      |
| India                        | Viernes 18 de agosto de 1995     |
| Indonesia                    | Martes 15 de agosto de 1995      |
| Islandia                     | Viernes 21 de julio de 1995      |
| Israel                       | Viernes 4 de agosto de 1995      |
| Italia                       | Viernes 6 de octubre de 1995     |
| Japón                        | Sábado 17 de junio de 1995       |
| Malasia                      | Jueves 17 de agosto de 1995      |
| México                       | Viernes 14 de julio de 1995      |
| Noruega                      | Viernes 14 de julio de 1995      |
| Nueva Zelanda                | Viernes 30 de junio de 1995      |
| Países Bajos                 | Jueves 24 de agosto de 1995      |
| Perú                         | Jueves 27 de julio de 1995       |
| Polonia                      | Viernes 22 de septiembre de 1995 |
| Portugal                     | Viernes 4 de agosto de 1995      |
| Puerto Rico                  | Jueves 29 de junio de 1995       |
| Reino Unido Irlanda          | Viernes 14 de julio de 1995      |
| República Checa · Eslovaquia | Jueves 28 de septiembre de 1995  |
| Rumania                      | Viernes 29 de septiembre de 1995 |
| Singapur                     | Miércoles 9 de agosto de 1995    |
| Sudáfrica                    | Viernes 30 de junio de 1995      |
| Suecia                       | Viernes 14 de julio de 1995      |
| Suiza                        | Viernes 28 de julio de 1995      |
| Tailandia                    | Viernes 30 de junio de 1995      |
| Taiwán                       | Sábado 1 de julio de 1995        |
| Turquía                      | Viernes 1 de septiembre de 1995  |
| Uruguay                      | Viernes 7 de julio de 1995       |
| Venezuela                    | Miércoles 19 de julio de 1995    |

## Recepción

### Crítica
En Rotten Tomatoes, su calificación fue de 41%. El consenso del sitio dice, «ruidosa, excesivamente recargada y a menudo aburrida, Batman Forever aunque tiene al carisma de Jim Carrey y Tommy Lee Jones dando un leve alivio». En Metacritic, la película tuvo una puntuación de 51 de 100, basado en 23 críticas, indicando «un promedio de críticas mixtas».
Peter Travers declaró que la película se mantiene en su lenguaje, no hay máquina de diversión este verano que los paquetes más sorpresas. «Sin embargo, criticó el mercantilismo excesivo de la película y consideró que el guion pierde el dolor que le impregnó Tim Burton sobre un hombre atormentado hace mucho tiempo por el asesinato de sus padres desconociendo la existencia de las escenas eliminadas y considerando al Bruce Wayne de Val Kilmer como muy inexpresivo». Brian Lowry de Variety declaró «uno tiene que cuestionar la lógica detrás de la adición de los pezones del Bat-traje de caucho duro. Quién fue la idea de que supone que es de todos modos, Alfred?. Algunos de los paisajes urbanos de Gotham generados por ordenador aparecen demasiado y se ven obviamente falsos. La música de Elliot Goldenthal, aunque es reparable, no es de tal agitación como el trabajo de Danny Elfman en las dos primeras películas».
James Berardinelli disfrutó la película diciendo que «es más ligero, más brillante, más divertido, más rápido ritmo-y mucho más colorido que antes». Scott Beatty sintió que «Tommy Lee Jones interpretó a Harvey Dent como un rebajado Joker en lugar de un pícaro de varias facetas». Lee Bermejo la tildó como «inaguantable». Gene Siskel y Roger Ebert dieron varias críticas, dando antes «pulgar arriba» y posteriormente «pulgar abajo». En su crítica escrita Ebert declaró, «es la mejor película de entretenimiento? Bueno, es solo chicle genial para los ojos. Los niños más pequeños serán capaces de procesar con mayor facilidad; algunos niños fueron llevados a llorar de Batman Returns cuando la calificación PG-13 era una broma». Mick LaSalle tuvo una reacción mixta, concluyendo «un disparo de bollos de goma de Kilmer en un momento dado está garantizado para traer los chirridos de la audiencia».
En una entrevista en el Actor's Studio, Val Kilmer respondió así al ser consultado por su participación en Batman Forever: «Uno como actor a veces toma decisiones acertadas y otras, vergonzosas. Batman fue de estas últimas. (...) ¿Qué puede hacer uno como Batman? Subirse a un batmóvil y andar por Gotham City (...) Y usar ese traje de goma es literalmente como ser un anciano; uno apenas puede escuchar, tampoco ves bien, sientes el impulso del joven, pero tu cuerpo simplemente no responde, si se te cae un vaso, uno estira la mano, pero no alcanzas a agarrarlo y uno está ahí, preguntándose ¿por qué? Tratas de pedir ir al baño y nadie te hace caso y no es que ir al baño sea muy fácil tampoco». Al término de sus alegatos y bromas, James Lipton, conductor de la entrevista dijo al público: «No sé ustedes, pero esta noche se han evaporado todas mis ilusiones».

### Premios y nominaciones
En los 68.os Premios Óscar, Batman Forever fue nominada por Fotografía (perdiendo ante Braveheart), sonido  (Donald O. Mitchell, Frank A. Montaño, Michael Herbick y Petur Hliddal; perdiendo ante Apolo 13 y edición de sonido (John Leveque and Bruce Stambler) (también perdiendo ante Braveheart). «Hold Me, Thrill Me, Kiss Me, Kill Me» de U2 fue nominada a los Globo de Oro a la mejor canción original (perdiendo ante «Colors in the wind» de Pocahontas) y también nominada en la categoría de «peor canción original» en los Premios Golden Raspberry (perdiendo ante «Walk into the wind» de Showgirls). En los Premios Saturn fue nominada en la categoría Mejor película de fantasía (perdiendo ante Babe), maquillaje (perdiendo ante Seven), efectos especiales (perdiendo ante Jumanji), Vestuario (perdiendo ante Doce monos). El compositor Elliot Goldenthal fue premiado con el Grammy al mejor álbum de banda sonora. Batman Forever recibió 6 nominaciones en los MTV Movie Awards 1996, cuatro de las cuales se dividieron en dos categorías (Lee Jones y Carrey a Mejor Villano y los temas musicales de Seal «Kiss from a Rose» y «Hold Me, Thrill me, Kiss Me, Kill me» de U2 a Mejor Tema musical de película) Solo ganó en la categoría «Mejor tema musical de película» a la canción de Seal «Kiss from a rose».

### Merchandising
Además de la línea de figuras de acción lanzadas por Kenner, McDonalds lanzó varios productos además de una línea de vasos el día del estreno de la película. Peter David y Alan Grant escribieron distintas novelizaciones de la película. Dennis O'Neil autorizó una versión en cómic dibujada por Michal Dutkiewicz.
Six Flags Great Adventure lanzó una atracción llamada Axis Chemicals de Batman aunque ambientada en Batman Forever, sin embargo fue retirada debido a las críticas negativas que obtuvo la película. Six Flags Over Texas promocionó la película con fuegos artificiales, y con bustos de Batman, Robin, Dos Caras y Riddler y puede ser encontrada en la tienda de la Liga de la Justicia en la sección E.U.A. de los Looney Tunes.

### Formato doméstico
El DVD de Batman Forever fue lanzado en 2005 junto a sus dos precuelas y su secuela. Su edición especial se lanzó pocos meses después con entrevistas, escenas eliminadas, etc.

## Legado

### Movimiento tendencia #ReleaseTheSchumacherCut
Al igual que el resto de las películas de la franquicia de Batman, la película se recortó en función de las reacciones del público durante las proyecciones de prueba. Desde el estreno de la película, siempre se han podido ver fotografías de estas escenas en revistas como Starlog. Algunos fragmentos de estas escenas aparecen en el tráiler y en los vídeos musicales Hold me, thrill me, kiss me, kill me y Kiss from a Rose. En 2005, Batman Forever fue la única película de la franquicia que incluyó una selección de escenas eliminadas entre los contenidos adicionales de la edición especial en DVD.
Tras la muerte de Joel Schumacher el 22 de junio de 2020, los medios de comunicación comenzaron a informar de la posible existencia de un montaje extendido, siendo los primeros rumores lanzados por el periodista estadounidense Marc Bernardin. Bernardin afirmó que la película más oscura y diferente que la versión teatral. Algunas de las diferencias incluyen que Bruce tiene una visión de un murciélago de tamaño humano, menos énfasis en Dick Grayson, y un enfoque en los problemas psicológicos de Bruce con Chase. El corte utiliza unos 50 minutos de metraje adicional. Warner Bros. confirmó que existían cortes de prueba alternativos tras una entrevista con la revista Variety, aunque no tienen planes de estrenarla y no están seguros de qué metraje queda, si es que queda alguno. Más tarde, el 7 de agosto, la aparición de Kilmer en el DC FanDome alimentó las especulaciones de los aficionados sobre el lanzamiento del llamado "Schumacher Cut". El guionista de Batman Forever, Akiva Goldsman, reveló en una entrevista en YouTube en abril de 2021 que había visto el corte original de la película (bautizado como "Preview Cut: One") recientemente y que espera un renacimiento próximamente, sugiriendo que todo el metraje necesario para hacer el corte de Schumacher aún existe y que el lanzamiento de un corte del director podría ser posible. Algunas de las escenas eliminadas antes mencionadas forman parte de este metraje.
En julio de 2023, tras una proyección privada de una versión de trabajo del director Kevin Smith, Goldsman confirmó que el corte original existe y, aunque Warner Bros. actualmente no tiene planes de lanzarlo, dijo que tenía la esperanza de una posible distribución en el futuro.
En julio de 2024, Goldsman reafirmó la existencia del montaje del director, aunque también declaró que el trabajo para restaurarlo se había estancado debido a los recientes disturbios internos de Warner Bros.

### Batman '89
Una continuación alternativa en cómic de seis números de Batman Returns titulada Batman '89, que ignora los sucesos de Batman Forever y Batman & Robin y recupera al Batman de Keaton junto con la oscura ambientación de Burton vista en sus dos primeras películas de Batman, junto con elementos de su fallida tercera película de Batman (en particular, el regreso de Billy Dee Williams Harvey Dent y su transformación en Dos Caras, las introducciones de nuevas versiones de Robin y Barbara Gordon, y el regreso de Catwoman), se lanzó el 10 de agosto de 2021, con sus números publicándose mensualmente antes de finalizar en enero de 2022.
En respuesta a una pregunta sobre si las películas de Batman de Schumacher son canónicas al mundo de Batman '89, el guionista de las dos primeras películas Sam Hamm, que también es guionista de los cómics, confirmó que las dos películas posteriores tienen lugar en una línea temporal divergente y que no se basan en ese destino.